# Кунстгаус Цюриха
Кунстгаус Цюриха (нім. Kunsthaus Zürich) — художній музей у Цюриху. Це найбільший за площею художній музей Швейцарії, де зберігається одна з найважливіших мистецьких колекцій країни, зібрана Цюрихським мистецьким товариством. Колекція охоплює період від Середньовіччя до сучасного мистецтва, з акцентом на швейцарське мистецтво.

## Архітектура
Стару частину музею спроєктували архітектори Карл Мозер та Роберт Кур'єль, її було відкрито у 1910 році. Особливо примітними є кілька збережених інтер'єрів Мозера в оригінальній частині музею, оздоблених у майстерному неогрецькому варіанті стилю сецесія. Барельєфи на фасаді виконані давнім співробітником Мозера Оскаром Кіфером. Оригінальну будівлю музею розширювали у 1925, 1958 та 1976 роках.
Розширення вартістю 230 мільйонів доларів, спроєктоване лондонським архітектором Девідом Чіпперфілдом, було відкрито у 2020 році. Нова будівля з корисною площею 13 000 квадратних метрів, що відповідає збільшенню розміру Кунстгауса більш ніж на 80%, почала працювати 9 жовтня 2021 року. Половина бюджету на розширення надійшла від міста та кантону Цюрих, а інша половина — від приватних донорів. Проєкт Чіпперфілда — це масивна прямокутна будівля, облицьована пісковиком. Кунстгаус стане найбільшим художнім музеєм Швейцарії, перевершивши Художній музей Базеля за площею, але не за колекцією. Два верхні поверхи будуть призначені для мистецтва, з інфраструктурою на першому поверсі та підземним переходом під вулицею до оригінального музею на Гаймплац.
Лідія Ешер (1858–1891), відома меценатка мистецтв Цюриха, була вшанована асоціацією Gesellschaft zu Fraumünster з нагоди її 150-річчя пам'ятною дошкою, розташованою на фасаді будівлі. 20 серпня 2008 року місто Цюрих назвало це місце Двір Лідії Вельті-Ешер.

## Колекція
Колекція музею включає значні твори таких митців, як Клод Моне (кілька робіт, включаючи величезну картину з водяними ліліями), Едвард Мунк, Пабло Пікассо, Жак Ліпшиц та швейцарець Альберто Джакометті. Також представлені інші швейцарські художники, такі як Йоганн Генріх Фюслі, Фердинанд Годлер або з новітнього часу — Піпілотті Ріст та Петер Фішлі. Крім того, тут можна знайти роботи Вінсента ван Гога, Едуара Мане, Анрі Матісса та Рене Магрітта.

## Керівництво

### Директори
- 1909–1949: Вільгельм Вартманн
- 1950–1975: Рене Верлі
- 1976–2000: Фелікс Бауманн
- 2000–2022: Крістоф Бекер[12]
- 2022–дотепер: Анн Демістер[15]

### Відвідуваність
У 2021 році Кунстгаус відвідало 382 603 особи. У середу вхід до колекції безкоштовний для всіх відвідувачів.

## Громадський транспорт
До галереї можна дістатися цюрихським трамваєм, зупинка якого називається Цюрих, Кунстгаус. Вона розташована на Гаймплац, між будівлею музею та Шаушпільгаузом Цюриха.

## Галерея
|                                                     |
| Бернський Nelkenmeister, Іоанн Хреститель у пустелі |

|                                             |
| Август Маке, Пейзаж з коровами та верблюдом |

|                                                      |
| Піт Мондріан, Композиція з червоним, синім та жовтим |

|                                              |
| Вільям Тернер, Диявольський міст, Сен-Готард |

|                                       |
| Йоганн Генріх Вюст, Ронський льодовик |

|                       |
| Арнольд Беклін, Війна |

|                           |
| Едуар Мане, Втеча Рошфора |

|                        |
| Анрі Руссо, На узліссі |

## Суперечки
Інтегровані твори мистецтва з колекції торговця зброєю Еміля Бюрле викликали дискусії та критику через побоювання, що деякі з них могли бути продані під тиском євреями, переслідуваними нацистами під час Третього Рейху. Критики стверджують, що історія власності творів мистецтва не була достатньо з'ясована, і в січні 2021 року було запущено петицію з вимогою надати доступ для неупереджених міжнародних дослідників. У жовтні 2023 року група науковців, найнята для виправлення невірних або оманливих даних про походження творів часів нацизму, подала у відставку на знак протесту проти того, як була представлена історія.